# De que mal morira?
De quel mal va-t-il mourir ?
L'eau-forte De que mal morira? (en français De quel mal va-t-il mourir ?) est une gravure de la série Los caprichos du peintre espagnol Francisco de Goya. Elle porte le numéro 40 dans la série des 80 gravures. Elle a été publiée en 1799.

## Interprétations de la gravure
Il existe divers manuscrits contemporains qui expliquent les planches des Caprichos. Celui qui se trouve au Musée du Prado est considéré comme un autographe de Goya, mais semble plutôt chercher à dissimuler et à trouver un sens moralisateur qui masque le sens plus risqué pour l'auteur. Deux autres, celui qui appartient à Ayala et celui qui se trouve à la Bibliothèque nationale, soulignent la signification plus décapante des planches.
- Explication de cette gravure dans le manuscrit du Musée du Prado :
El médico es excelente, meditabundo, reflexivo, pausado, serio.¿Qué más hay que pedir?
(Le médecin est excellent, méditatif, réfléchi, posé, sérieux. Que demander de plus ?)[2].

- Manuscrit de Ayala :
El médico es excelente, meditabundo y pausado.
(Le médecin est excellent, méditatif et posé)[2].

- Manuscrit de la Bibliothèque nationale :
No hay que preguntar de que mal ha muerto el enfermo que hace caso de médicos bestias e ignorantes.
(Il ne faut pas demander de quoi est mort le malade qui fait cas de médecins bêtes et ignorants)[2].

Il s'agit clairement d'une critique de la médecine de cette époque.

## Technique de la gravure

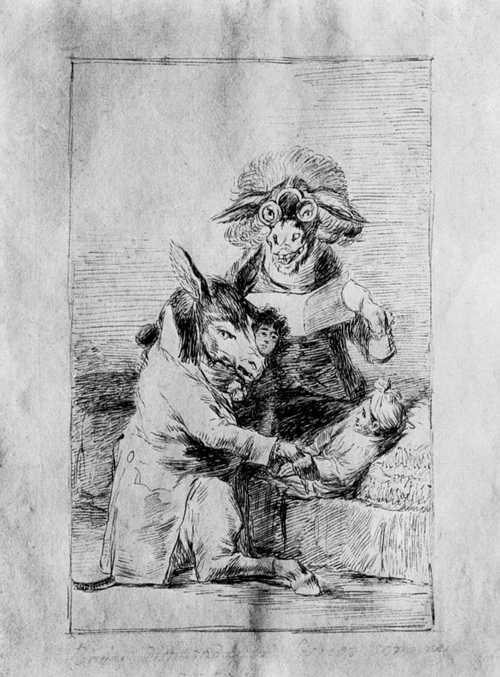
Dessin préparatoire.

L'estampe mesure 214 × 149 mm sur une feuille de papier de 306 × 201 mm. Dans le coin supérieur droit : 40.
Goya a utilisé l'eau-forte, l'aquatinte, la pointe sèche et le burin.
Le dessin préparatoire est à la sanguine. Dans le coin supérieur droit, il y a l'inscription au crayon : 40. Dans le coin inférieur gauche du support, au crayon est écrit 35. Le dessin préparatoire mesure 201 × 144 mm.
Un autre dessin préparatoire à la plume avec des traces de crayon, intitulé Sueño 27. Brujas disfrazadas en fisicos comunes, mesure 246 × 184 mm.

## Catalogue
- Numéro de catalogue G02128 de l'estampe au Musée du Prado.
- Numéro de catalogue D04198 du premier dessin préparatoire au Musée du Prado.
- Numéro de catalogue D03949 du second dessin préparatoire au Musée du Prado.
- Numéro de catalogue 51-1-10-40 au Musée Goya de Castres.
- Numéros de catalogue ark:/12148/btv1b8451802b.r et ark:/12148/btv1b8451738m.r de l'estampe chez Gallica.

### Les estampes de la série des Âneries
- Capricho nº 37 : Si sabrá mas el discipulo?
- Capricho nº 38 : Brabisimo!
- Capricho nº 39 : Asta su Abuelo
- Capricho nº 40 : De que mal morira?
- Capricho nº 41 : Ni mas ni menos
- Capricho nº 42 : Tu que no puedes